# Moca aeluropis
Moca aeluropis är en fjärilsart som beskrevs av Edward Meyrick 1906. Moca aeluropis ingår i släktet Moca och familjen Immidae. Inga underarter finns listade i Catalogue of Life.